# John Lukacs
John Lukacs, född 31 januari 1924 i Budapest, Ungern, död 6 maj 2019 i Phoenixville, Pennsylvania, var en ungersk-amerikansk historiker och författare.